# Mitologia giapponese
La mitologia giapponese è un complesso sistema di credenze e di culti.

## Caratteristiche
Il pantheon shintoista, da solo, già vanta una "collezione" di più di 8 milioni di kami (parola giapponese per "spirito", "nume" o "divinità"). Nonostante l'influenza dell'antica civiltà cinese, la maggior parte della mitologia e della religione giapponesi è autoctona. Abbraccia tradizioni shintoiste e buddhiste, ma anche credenze popolari legate all'agricoltura. Oltretutto, diversamente dalle mitologie greche, nordiche ed egiziane, è relativamente difficile distinguere che cosa è veramente "mito" in quella giapponese.
Per indicare quelli che gli occidentali considerano demoni, i giapponesi utilizzano il termine Mazoku.
Il pensiero mitologico giapponese, come cioè è generalmente riconosciuto oggi, si basa sul Kojiki, sul Nihonshoki e su altri libri complementari. Il Kojiki, o "registrazione di cose antiche", è il più antico libro riconosciuto di miti, leggende e storie giapponesi. Lo Shintoshu spiega le origini delle divinità giapponesi da un punto di vista buddista, mentre il Hotsuma Tsutae riporta una versione sostanzialmente diversa della mitologia nipponica.
Un'importante conseguenza della mitologia giapponese, spiegando le origini della Famiglia Imperiale nipponica, è che le attribuisce una discendenza divina. La parola giapponese per "Imperatore", tennō (天皇), significa appunto "imperatore divino" (l'ideogramma 天 significa "celeste", "del paradiso").

## Pronuncia dei nomi propri
Numerose divinità appaiono nella mitologia giapponese, e molte di esse hanno più di un nome. Inoltre, alcuni dei loro nomi sono così lunghi da risultare tediosi per la maggioranza dei lettori. Perciò questo articolo elenca solo i nomi più importanti, che verranno trascritti in forma abbreviata. Altre forme di abbreviazione sono comunque in uso.
(Per esempio, Ninigi, o per esteso Ame-Nigishikuni-Nigishiamatsuhiko-Hikono-no-Ninigi-no-Mikoto, può anche essere abbreviato con Hikoho-no-Ninigi o Hono-Ninigi).
In alcune parti di quest'articolo, i nomi propri sono scritti in maniera storica. Inoltre, le lettere sottolineate h, y, w indicano suoni muti; sono omesse dalla pronuncia moderna. (La sottolineatura è prettamente usata per non creare confusione). Altre sillabe sono modernizzate come segue (vedi anche lingua giapponese). Da notare che talvolta vengono usate entrambe le trascrizioni fonetiche.
- HU è modernizzato in FU
- ZI e DI sono modernizzati in JI
- ZU e DU sono modernizzati in TSU
- OO è modernizzato in O o OH

Per esempio, fra le varie pronunce di Ohonamudi vi sono Ohonamuji, Oonamuji, Ohnamuji, e altre.
Per ragioni storiche, K, S, T e H sono talvolta confuse con, rispettivamente, G, Z, D e B.
Ad esempio, altre pronunce di Ohonamudi sono anche Ohonamuti e Ohonamuchi.

## Mito della Creazione
Le prime divinità diedero alla luce due esseri divini, l'essenza maschile Izanagi e l'essenza femminile Izanami, che incaricarono di creare la prima terra. Per aiutarli in tale compito, venne loro donata un'alabarda ingioiellata, chiamata Amanonuhoko ("Alabarda Celeste della Palude"). Le due divinità andarono quindi al ponte che collegava cielo e terra, l'Amenoukihashi ("Ponte Fluttuante del Cielo"), e mescolarono il mare sottostante con l'alabarda. Quando alcune gocce di acqua salata precipitarono da questa, si trasformarono nell'isola di Onogoro. Izanami e Izanagi scesero dal ponte del cielo e realizzarono la loro dimora sull'isola. Vollero infine avere dei figli, così eressero un pilastro (chiamato Amenomihashira) e attorno ad esso costruirono un palazzo (chiamato Yahirodono, "La sala dall'area di 8 braccia di lunghezza"). Izanagi e Izanami girarono attorno al pilastro in direzione opposta l'uno all'altra, e quando si incontrarono sull'altro lato Izanami, la divinità femminile, salutò per prima Izanagi, la divinità maschile. Egli pensò che ciò non fosse corretto, ma i due si coricarono assieme comunque. Ebbero due bambini, Hiruko ("bambino debole") e Awashima ("isola pallida"); ma erano malformati e non sono considerati divinità.
Izanagi e Izanami misero i bambini in una barca e li lasciarono andare in mare aperto, pregando dunque gli altri dei che fosse data loro una spiegazione per ciò che avevano fatto di sbagliato. Venne loro detto che la divinità maschile avrebbe dovuto salutare per prima quella femminile durante la cerimonia, mentre era avvenuto il contrario. Così Izanagi e Izanami ritornarono al pilastro, e vi rigirarono intorno, e questa volta quando s'incontrarono fu Izanagi a parlare per primo e la loro unione fu fruttuosa.
Dalla loro unione nacquero le Ōyashima, cioè le otto grandi isole del Giappone:
- Awazi
- Iyo (successivamente Shikoku)
- Ogi
- Tsukusi (successivamente Kyūshū)
- Iki
- Tsushima
- Sado
- Yamato (successivamente Honshū)

Notare che Hokkaidō, Chishima, Karafuto e Okinawa non facevano parte del Giappone nell'antichità.
Generarono in seguito sei ulteriori isole e molte divinità. Izanami, tuttavia, morì dando alla luce il figlio Kagu-Tsuchi (incarnazione del fuoco) o Ho-Masubi (causa prima del fuoco). Venne sepolta sul monte Hiba, al confine delle antiche province di Izumo e Hoki, vicino all'odierna Yasugi della Prefettura di Shimane. Incollerito, Izanagi uccise Kagu-tsuchi, dalla qual morte vennero generate dozzine di altre divinità.
Gli dei nati da Izanagi e Izanami sono i simboli di importanti aspetti naturali e culturali, ma sono troppi per essere qui menzionati. Un esempio di conseguenza sulla cultura nipponica è, comunque, il fatto che (nel mito) fu necessario che la divinità maschile Izanagi assumesse la posizione di "guida", mentre la divinità femminile Izanami dovette essere di "seconda posizione". Ciò riflette la concezione diffusa in Giappone di un'implicita discriminazione nei confronti del genere femminile. O più che discriminazione un invito per l'uomo, ad approcciare la donna per primo vista la natura del rituale e l'importanza delle due polarità, come si evince dal rituale di accoppiamento che questi compiono.

## Yomi, l'oscura terra dei morti
Izanagi pianse la morte di Izanami ed intraprese un viaggio verso Yomi, "La terra tenebrosa dei morti". Izanagi trovò poche differenze fra Yomi e la terra superiore, eccetto l'eterna oscurità. Comunque, questa tenebra soffocante era sufficiente per farlo soffrire, in mancanza della luce e della vita del mondo superiore. Cercò rapidamente Izanami e la trovò. Dapprima, Izanagi non poteva vederla affatto a causa delle ombre che celavano la sua figura. Ciò nonostante, le chiese di tornare con lui. Izanami gli parlò, informandolo che era ormai troppo tardi: ella aveva infatti già mangiato il cibo degli Inferi ed ora faceva parte della Terra dei Morti. Non poteva più ritornare fra i viventi.
Izanagi rimase interdetto all'udire questa notizia ma rifiutò di sottomettersi al suo desiderio di essere lasciata nell'oscuro abbraccio di Yomi. Così, mentre Izanami dormiva, prese il pettine che legava i lunghi capelli dell'amata e lo accese come una torcia. Sotto l'improvvisa fiamma luminosa, Izanagi vide l'orripilante figura dell'un tempo bella e graziosa Izanami: era ora un corpo di carne devastata dalla decomposizione, pieno di larve ed altre creature abominevoli che vi camminavano sopra.
Urlando, Izanagi non poté più controllare la sua paura e cominciò a correre, volendo ritornare fra i viventi ed abbandonare sua moglie, morta e disgustosa. Ma Izanami, gridando indignata, si erse dalla terra e prese ad inseguire il consorte. Anche delle shikome, specie di "arpie" o "furie", incaricate da Izanami di riportarlo indietro, cominciarono a rincorrere Izanagi.
Pensando velocemente a cosa potesse fare, Izanagi gettò a terra il suo cappello, che si trasformò in un grappolo d'uva nera. Le shikome vi si inciamparono ma continuarono l'inseguimento. Dopo, Izanagi lanciò a terra il pettine che divenne un cespuglio di canne di bambù. A questo punto le creature del mondo di Yomi iniziarono ad inseguirlo, ma Izanagi urinò contro un albero, formando un grande fiume che gli diede del vantaggio. Sfortunatamente, continuarono ad inseguire Izanagi, costringendolo a gettar loro addosso delle pesche. Sapeva che ciò non li avrebbe rallentati a lungo, ma era quasi libero, ché il confine del mondo di Yomi era ormai vicinissimo.
Izanagi sgusciò fuori dall'entrata e veloce spinse una grossa roccia a tappare la bocca della caverna, che era poi l'ingresso a Yomi. Izanami gridò da dietro questa impenetrabile barriera e disse ad Izanagi che, qualora l'avesse abbandonata, avrebbe ucciso 1000 persone viventi ogni giorno. Ma lui rispose furiosamente che in tal caso avrebbe dato la vita a 1500 persone viventi ogni giorno!
E così iniziò l'esistenza della Morte, provocata dalle mani dell'irata Izanami, la moglie che Izanagi aveva abbandonato.

## Sole, Luna e Vento
Come ci si potrebbe aspettare, Izanagi andò subito a purificarsi dopo la sua discesa nel mondo di Yomi. Mentre si svestiva, e rimuoveva tutti gli ornamenti dal suo corpo, ogni oggetto che gettava a terra si trasformava in una nuova divinità. E ancora più dei nacquero quando andò a lavarsi in acqua. I più importanti si crearono una volta che Izanagi lavò la sua faccia:
- Amaterasu (l'incarnazione del Sole) dal suo occhio sinistro;
- Tsukuyomi (l'incarnazione della Luna) dal suo occhio destro;
- Susano-o (l'incarnazione del Vento e della Tempesta) dal suo naso.

Izanagi stabilì che il mondo venisse diviso fra loro: ad Amaterasu andò il Cielo, a Tsukiyomi la notte e la Luna, e a Susanoo i mari.

## AmaterasueSusano-o
Amaterasu, la potente dea giapponese del sole, è la più famosa divinità della mitologia nipponica. Il suo governo terreno col suo incontrollabile fratello Susano-o, tuttavia, è decisamente poco conosciuto ed appare in numerosi racconti. Una storia parla del terribile comportamento di Susano-o nei confronti di Izanagi: questi, stanco delle continue lamentele di Susano-o, lo confinò nel mondo di Yomi. Susano-o accettò riluttante, dicendo che prima avrebbe dovuto adempiere ad alcune sue faccende incompiute. Andò in Takamanohara (Cielo) per dire addio a sua sorella, Amaterasu. Ma questa ben sapeva che il suo imprevedibile fratello non aveva buone intenzioni, e si preparò per la battaglia. "Perché sei giunto fin qui?", domandò Amaterasu. "Per dirti addio", rispose Susanoo.
Ma lei non credendogli propose una gara per provare la sua buona fede. Venne organizzata una sfida, che avrebbe vinto chi avrebbe dato alla luce il maggior numero di figli divini. Amaterasu generò tre donne dalla spada di Susanoo, mentre Susanoo generò cinque uomini dal monile di Amaterasu. Questa pretese che i cinque uomini generati da un suo oggetto fossero attribuiti a lei; di conseguenza, le tre donne furono attribuite a Susanoo.
Chiaramente, entrambi gli dei si dichiararono vincitori. L'insistenza di Amaterasu in ciò portò Susano-o ad intraprendere violenti scontri con lei, che raggiunsero il loro apice quando Susano-o gettò in una delle sale del palazzo di Amaterasu un poni mezzo scorticato (animale che era consacrato alla dea), causando la morte di una delle ancelle della divinità. Amaterasu fuggì, e si nascose nella grotta di Iwayado. Poiché l'incarnazione del sole si era nascosta in una grotta, il mondo venne interamente oscurato.
Tutti gli dei e le dee quindi cercarono, a turno, di trarre Amaterasu fuori dalla grotta, ma lei rifiutò sempre. Infine, il kami dell'ilarità, Ama-no-Uzume, ebbe un piano. Piazzò un largo specchio di bronzo su un albero, dirimpetto alla caverna di Amaterasu. Quindi Uzume si ricoprì di fiori e foglie, capovolse una tinozza e prese a ballarvici sopra, tamburellando la superficie con i suoi piedi. Alfine, Uzume si spogliò delle foglie e dei fiori e danzò nuda. Tutte le divinità maschili esplosero in fragorose risate, e Amaterasu, sentendole, s'incuriosì. Quando Amaterasu sbirciò fuori dalla caverna, ove a tanto a lungo era stata, ne dipartì un raggio di luce, chiamato "alba", e la dea rimase abbagliata dal suo riflesso sullo specchio. Il dio Ameno-Tajikarawo la trasse a sé dalla grotta, che fu sigillata con una roccia sacra detta shirukume.
Circondata di risate, la depressione di Amaterasu scomparve e accettò di restituire la sua luce al mondo. Ama-no-Uzume fu da allora conosciuta come kami dell'alba e dell'ilarità.

## Susano-o eOrochi
Susano-o, esiliato dal Cielo, giunse nella provincia di Izumo (oggi parte della Prefettura di Shimane). Dopo poco tempo incontrò un uomo anziano e sua moglie, piangenti assieme alla loro figlia. L'anziana coppia spiegò che avevano all'inizio otto figlie, che furono divorate però una ad una, ogni anno, dal drago chiamato Yamata-no-Orochi ("Il serpente otto-forcuto", che si diceva venisse dalla regione di Kosi, oggi Hokuriku). Il terribile drago aveva otto teste ed otto code. Ed ora, Kusinada (o Kushinada-Hime, "principessa della risaia") era l'ultima rimasta delle otto figlie.
Susano-o, che ben conosceva la relazione della coppia con la dea del sole Amaterasu, sua sorella, offrì loro il suo aiuto in cambio della mano della loro magnifica figlia. I genitori accettarono e Susanoo trasformò Kushinada in un pettine, nascondendola in modo sicuro fra i suoi capelli. Ordinò poi che fosse costruita una staccionata attorno alla casa, con otto cancelli, otto tavoli ad ogni cancello, ed otto fiaschi su ogni tavolo, ognuno riempito con vino di riso fermentato otto volte.
Orochi arrivò, e fu attirato dal vino; lo bevve, e con suo stupore fu ucciso da Susano-o. Un fiume vicino divenne rosso per il sangue del drago ucciso. Mentre Susano-o tagliava il drago a pezzettini, trovò all'interno di una delle code un'eccezionale spada, che il dio non era stato in grado di tagliare con la sua. La spada venne successivamente portata da Amaterasu, e venne chiamata Ame no Murakumo no Tsurugi (in seguito, Kusanagi). Questa spada ricorrerà spesso in molti altri racconti.

## Il PrincipeŌnamuji
Ōnamuji (altrimenti detto Ōkuninushi) era un discendente di Susanoo. Egli, assieme ai suoi molti fratelli, volle competere per la mano della principessa Yakami di Inaba. Mentre viaggiava da Izumo a Inaba per corteggiarla, i suoi fratelli trovarono un coniglio scorticato che giaceva sulla spiaggia. Vedendolo, gli dissero di immergersi in mare e di asciugarsi poi col vento su un'alta montagna. Il coniglio dette loro retta e perciò, per il sale del mare, soffrì agonizzando. Ōnamuji, che era in ritardo dietro ai suoi fratelli, arrivò e vide il coniglio in agonia. Gli diede istruzioni di immergersi nell'acqua dolce, e di coprirsi con la polvere del fiore "gama" (una sorta di giunco). Il coniglio rinvigorito, che era invero una divinità, predisse a Ōnamuji che sarebbe stato lui a sposare la principessa Yakami.
Le lotte che Ōnamuji dovette affrontare furono molte, e morì due volte per le mani dei suoi fratelli gelosi. Ogni volta era però stato salvato da sua madre, Kusanda-Hime. Inseguito dai suoi nemici, si avventurò nel regno di Susanoo dove avrebbe incontrato la vendicativa figlia del dio, Suseri-Hime. L'astuto Susanoo avrebbe provato Ōnamuji numerose volte, ma alla fine Susanoo proclamò la sua vittoria sui suoi fratelli.
Seppur la tradizione Yamato attribuisca la creazione delle isole giapponesi a Izanagi e Izanami, la tradizione Izumo afferma che Ōnamuji, con l'aiuto di un dio nano chiamato Sukuna-hikona, avrebbe contribuito alla creazione della terra nipponica, o almeno l'avrebbe ultimata.

## Regalità,ConoscenzaeForza
Amaterasu ordinò a suo nipote Ninigi di regnare sulla Terra. E gli donò i Tre Sacri Tesori:
- il monile Magatama, del Yasakani no Magatama (ora sito nel Palazzo Imperiale di Tokyo), simboleggiante la regalità;
- lo specchio di bronzo del Yata no kagami (ora sito nel Gran Tempio di Ise), simboleggiante la conoscenza; inoltre in antichità veniva definito come lo scudo per eccellenza, poiché nessun arma poteva superarlo;
- la spada Kusanagi (una possibile replica del quale è ora sita nel Tempio di Atsuta a Nagoya), simboleggiante la forza.

I primi due vennero realizzati per trarre Amaterasu fuori dalla grotta Amano-Iwato; l'ultimo fu trovato da Susanoo nell'Orochi, l'"Idra" dalle otto teste. Di questi tre, lo specchio è anche il simbolo di Amaterasu. I tre oggetti insieme costituiscono le Insegne imperiali del Giappone.
Ninigi e la sua compagnia andarono sulla Terra e giunsero a Himuka, quindi fondò il suo palazzo.
- La Spada Totsuka No Tsurugi: servendosi della Spada Totsuka (十挙剣, Totsuka no Tsurugi?), una spada che trasporta la vittima colpita in un'altra dimensione ove regna un'illusione eterna.

## Prosperità ed Immortalità
Ninigi incontrò la principessa Konohana-sakuya (incarnazione dei fiori), figlia di Yamatumi (maestro delle montagne), e s'innamorarono. Ninigi chiese a Yamatumi la mano della figlia; questi ne fu ben felice, e gli offrì entrambe le figlie, Iwanaga (incarnazione delle rocce) e Sakuya. Ma Ninigi sposò solamente Sakuya, e rifiutò Iwanaga.
"Iwanaga ha il dono dell'immortalità, mentre Sakuya quello della prosperità", disse dispiaciuto Yamatumi. "Rifiutando Iwanaga, la tua vita sarà d'ora in poi mortale". A causa di ciò, Ninigi ed i suoi discendenti furono mortali.
Una notte, Sakuya rimase incinta, e Ninigi dubitò che fosse lui il responsabile. Per provare che il figlio fosse legittimo, Sakuya fece un giuramento sulla sua stessa vita: avrebbe appiccato il fuoco alla sua stanza una volta partoriti i suoi tre bambini. Così, Ninigi verificò la sua castità. I nomi dei tre neonati furono Hoderi, Hosuseri, e Howori.

## L'alta e la bassa marea
Hoderi si guadagnò da vivere pescando in mare, mentre suo fratello Howori fece il cacciatore nelle montagne. Un giorno, Howori chiese a suo fratello di scambiare i loro ruoli per un giorno. Howori provò quindi a pescare, ma non riusciva a prendere molti pesci, e ciò che era peggio, perse l'amo che aveva preso in prestito dal fratello. Hoderi, spietato, lo incolpò e non accettò le scuse del fratello.
Mentre Howori era seduto in spiaggia, assai perplesso, Shihotuti gli disse di prendere la nave chiamata Manasikatuma e andare ovunque andasse la corrente. Seguendo il suo consiglio, Howori raggiunse la casa di Watatumi (maestro dei mari). Qui conobbe Toyotama, la figlia di Watatumi, e la sposò. Dopo tre anni di matrimonio, si ricordò di suo fratello e dell'amo, così ne parlò a Watatumi.
Questi trovò presto l'amo nella gola di un'abramide e lo porse a Howori. Watatumi gli diede anche due sfere magiche, la Sihomitutama, che poteva generare l'alta marea, e la Sihohirutama, che poteva invece generare la bassa marea; e così lo mandò in terraferma, assieme a sua moglie.
Mentre Toyotama stava partorendo, chiese a Howori di non guardare il parto. Ma questi, pieno di curiosità, diede una sbirciata, e vide la moglie trasformarsi in uno squalo nel momento in cui suo figlio, Ugaya, era nato. Conscia di ciò, Toyotama scomparve in mare e non tornò, ma affidò alla sorella Tamayori la passione per Howori.
Ugaya sposò sua zia Tamayori ed ebbe cinque figli, fra cui Ituse e Yamatobiko.

## Leggende

### Il primo imperatore
Il primo leggendario imperatore del Giappone fu Iwarebiko, cui postumo venne dato nome di Jimmu. Iniziò a regnare nella data convenzionale del 660 a.C. Ecco la sintesi del suo albero genealogico:
- Iwarebiko è figlio di Ugaya e Tamayori
- Ugaya è figlio di Howori e Toyotama
- Howori è figlio di Ninigi e Sakuya
- Ninigi è figlio di Osihomimi e Akidusi
- Osihomimi è nato da uno degli ornamenti di Amaterasu
- Amaterasu è nata dall'occhio sinistro di Izanagi
- Izanagi si è autogenerato.

## Creature mitologiche giapponesi
- Amabie
- Ashinaga
- Baku
- Kami
- Kappa (mitologia)
- Kitsune
- Nue
- Oni
- Qilin
- Tanuki
- Tengu
- Tsukumogami
- Yama-uba
- Yōkai
- Yūrei
- Wani